# L'Espluga de Cuberes
L'Espluga de Cuberes és un antic poble del terme municipal de Baix Pallars, a la comarca del Pallars Sobirà. Pertanyia a l'antic terme, suprimit el 1969, de Baén. Actualment (2013) està del tot despoblat, amb les cases en ruïnes.
Aquest despoblat troglodític està construït dins una balma d'un penya-segat sobre el barranc de l'Infern, en el vessant de migdia de la serra de Cuberes. Sobre aquesta mateixa cinglera, molt a prop cap al sud-est hi ha Solduga. Tot això està situat al sud-oest de Baén, l'antic cap de municipi, en el sector més meridional del terme municipal, ja al límit amb el Pallars Jussà.
L'Espluga de Cuberes tenia església parroquial, dedicada a Santa Coloma i també a la Mare de Déu de l'Espluga. L'església és en ruïnes, tot i que està bastant sencera, atès que el seu sostre és la mateixa bauma on era edificada aquesta entitat de població.

## Etimologia
Segons Joan Coromines, es tracta d'un topònim romànic medieval. Procedent del llatí spelunca (gran balma, cova, caverna). La segona part del topònim es deu al fet que pertanyia al poble de Cuberes.

## Història

### Edat mitjana
El lloc és esmentat el 1173, quan els comtes Artau II i el seu germà Guillem donaren a Santa Maria de Gerri un capmàs situat a Speluncha. Ja a finals del segle xiv tant l'Espluga com Solduga eren possessió del cenobi.

### Edat contemporània
Amb la promulgació de la constitució espanyola del 1812, l'anomenada Constitució de Cadis, l'Espluga de Cuberes organitzà el seu propi ajuntament, amb Solduga, amb el nom de Solduga i Espluga, com a continuïtat de l'antiga Universitat, reconeguda des de feia segles. En no assolir un mínim de 30 veïns (caps de família), el febrer del 1847 fou unit al de Baén. Pertanyia, com els altres pobles veïns, a l'abadia de Gerri.
Pascual Madoz dedica un article del seu Diccionario geográfico... a l'Espluga de Cuberes
(Espluga). S'hi pot llegir que el poble, una localitat amb ajuntament, està situat al peu de l'alta muntanya de Pentina, on és combatut pels vents del sud i de llevant. El clima hi és molt fred, i 
produeix inflamacions i refredats. Tenia en aquell moment 6 cases, i els nens acudien a l'escola de Gerri. Té església, dedicada a Santa Coloma, parroquial, amb rector. Prop del poble hi ha una font de bona qualitat, de la qual se serveix tot el veïnat.
El terreny hi és aspre i muntanyós, de mala qualitat. El rega el barranc anomenat de l'Infern, que neix a les muntanyes de Cuberes. Al nord del poble hi ha un bosc espès amb bona fusta, que fou propietat de l'Abadia de Gerri, i ara és de l'estat. Hi havia una mica de blat, ordi i patates, s'hi criaven ovelles i vaques, i hi havia caça de llebres i conills, i moltes perdius. Formaven la població 4 veïns (caps de casa) i 21 ànimes (habitants).

## Comunicacions

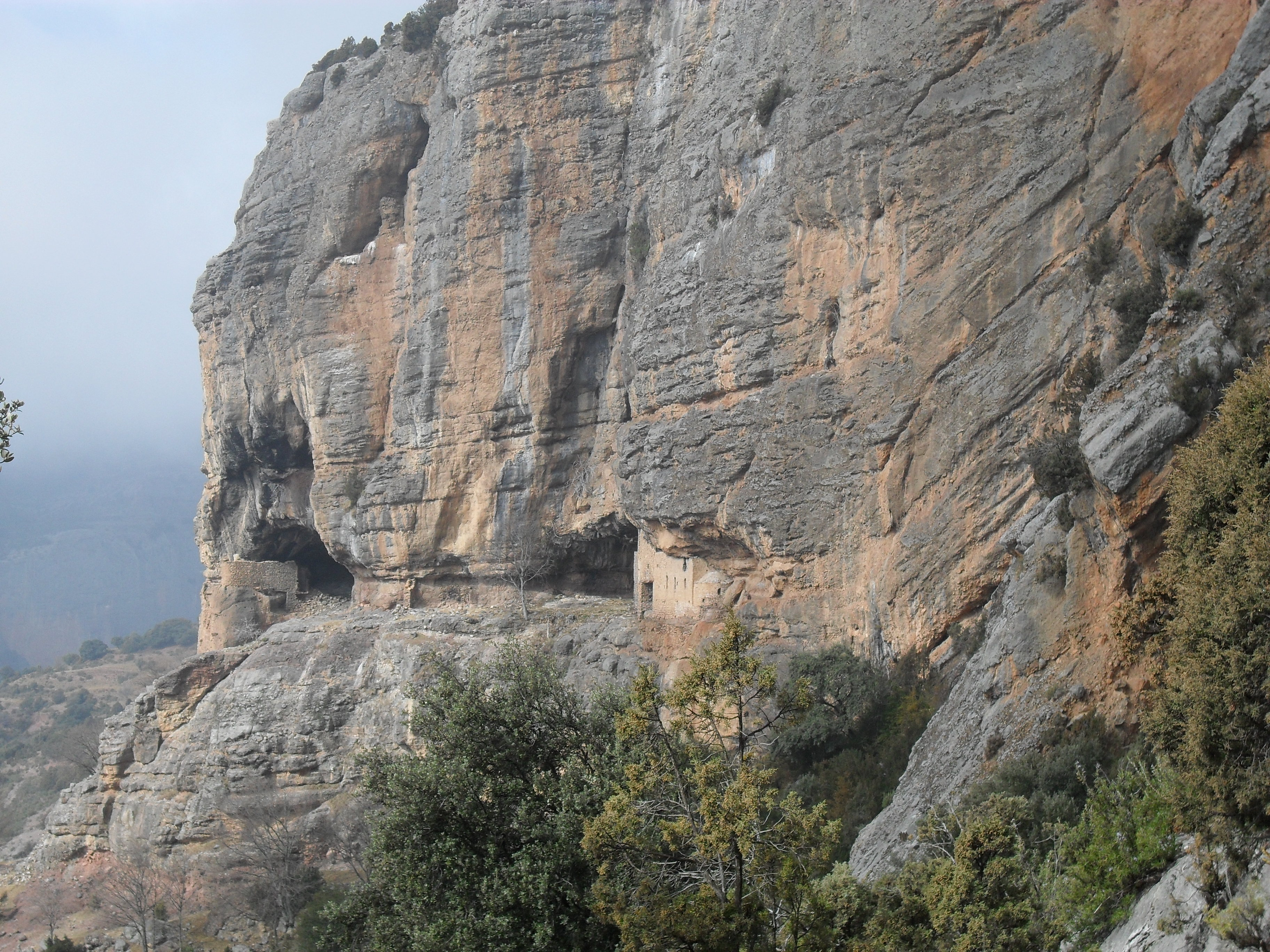
Espluga de Cuberes

Per anar a l'Espluga de Cuberes cal agafar la pista de Baén, que arrenca del punt quilomètric 295,2 de la carretera N-260, des d'on travessa la Noguera Pallaresa pel pont de Baén. De seguida que es travessa el riu, la pista de Baén troba l'arrencada cap a migdia de la pista de Pentina, que cal seguir molt de tros, travessant el Riu Major i enfilant-se cap als vessants septentrionals de la carena que domina la vall del Riu Major pel costat sud de la vall, fins a trobar la Creu de Dalt, on es troba l'arrencada, cap a llevant, de la pista de Cuberes. Cal seguir aquesta pista, fins que es troba la pista de Solduga, a la Serra de Cuberes, a través de la qual s'acaba d'arribar a Solduga, en uns 4 quilòmetres de recorregut total. Des de Solduga s'ha de continuar a peu, baixant de primer cap al sud-oest, per després trencar cap al nord-oest i arribar a l'Espluga de Cuberes en cosa d'un quilòmetre i mig més.